# Bukowo (Bartoszyce)
Pour les articles homonymes, voir Bukowo.
Bukowo est un village polonais de la voïvodie de Varmie-Mazurie, dans le powiat de Bartoszyce.